# Вернер, Мирослав
Мирослав Вернер (чеш. Miroslav Verner; род. 31 октября 1941[…], Брно[…]) — чешский египтолог, чья книга «Пирамиды» считается одной из ведущих в своей области. Ему также принадлежит статья 2001 года о хронологии и царствовании царей IV и V династий Древнего Царства, опубликованная в чешском издании Archiv Orientální. Вернер был директором Чешского института Египтологии на протяжении 17 лет, а также руководил раскопками в Абусире с 1976 года.